# Serampingan
Serampingan is een bestuurslaag in het regentschap Tabanan van de provincie Bali, Indonesië. Serampingan telt 1284 inwoners (volkstelling 2010).